# Lucifer reynaudii
Lucifer reynaudii är en kräftdjursart som beskrevs av H. Milne Edwards 1837. Lucifer reynaudii ingår i släktet Lucifer och familjen Luciferidae. Inga underarter finns listade i Catalogue of Life.